# Mazda MPV
A MAZDA MPV a japán Mazda által gyártott MPV, azaz egyterű autó. A modellt 1989-ben vezették be a piacra, akkor még hátsókerékhajtással, amit 2000-ben egy modernebb elsőkerékhajtású változattal cseréltek le. Az MPV bevezetés óta több mint 1 millió darabot gyártottak belőle.

## Hátsókerék-meghajtású változat (1989–1998)
Az egyterű vagy más néven MPV autók 1980-as években bekövetkezett hirtelen népszerűvé válása meglepetésként érte a japán autógyártókat. Minden gyártó megpróbált reagálni erre az új kihívásra: a Toyota lépett elsőként a középmotoros Toyota Van adaptációjával 1984-ben, amit nem sokkal később követett a Nissan és a Mitsubishi a saját minibuszaik átalakításával 1987-ben. Ezen konstrukcók egyike sem ért el azonban kiugró sikert, mert ezek az autók túl kicsik voltak és csak 4-hengeres motorokkal kínálták őket.
Ezen előzmények után az 1989-ben megjelent MPV radikális változást jelentett. Eleve egyterűnek tervezték és az amerikai piacra szánták. Ennél az autónál is egy régebbi autó alvázát vették alapul, de a Mazda a rendelkezésére álló legjobb alvázat választotta, a nagy, hátsókerékhajtású Mazda 929-es HC alvázát, és ebből készítette el az LV alvázat az MPV számára, valamint V6-os motort kínált hozzá opcionálisan 4-kerékhajtással.

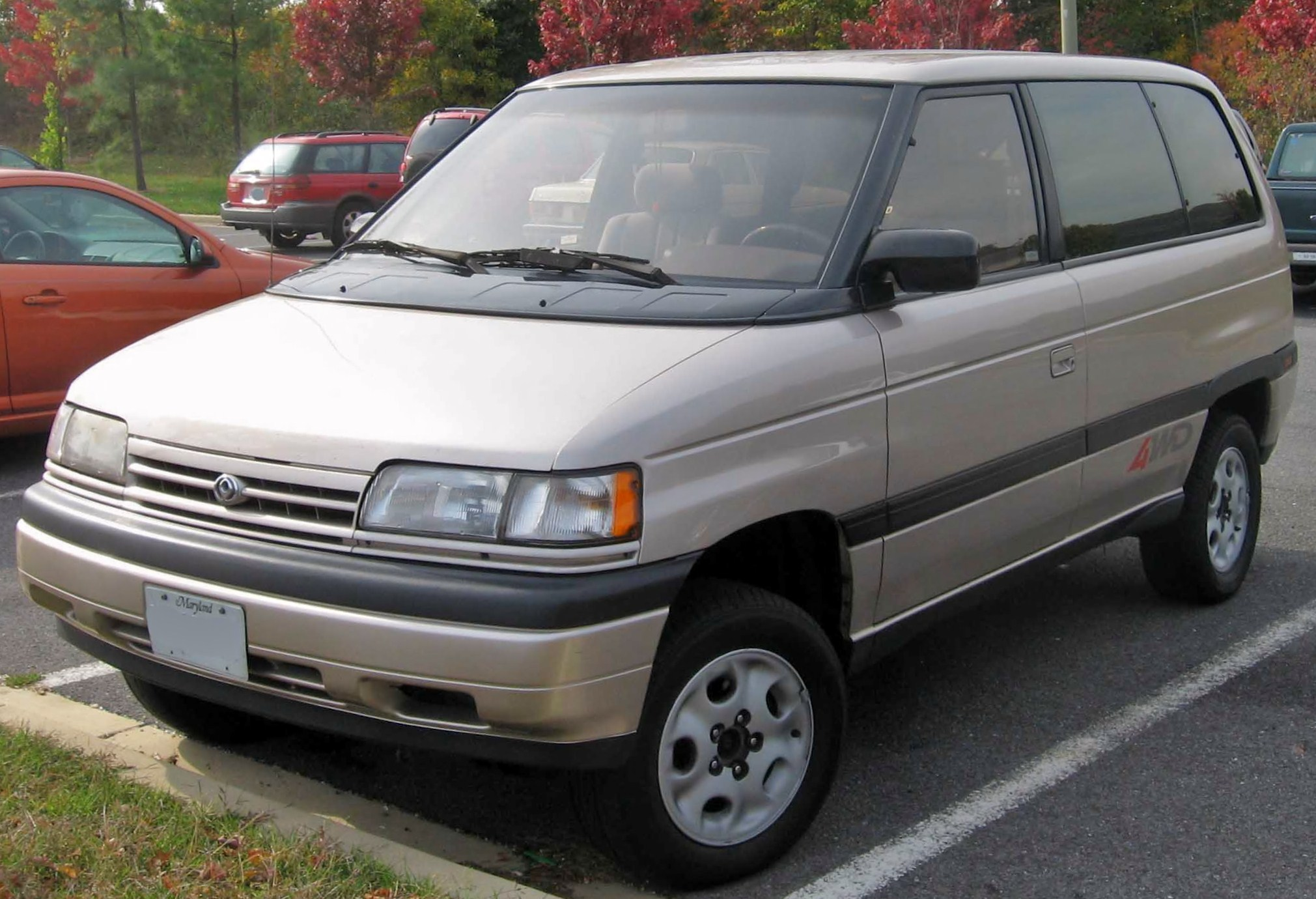
1993-1994 Mazda MPV
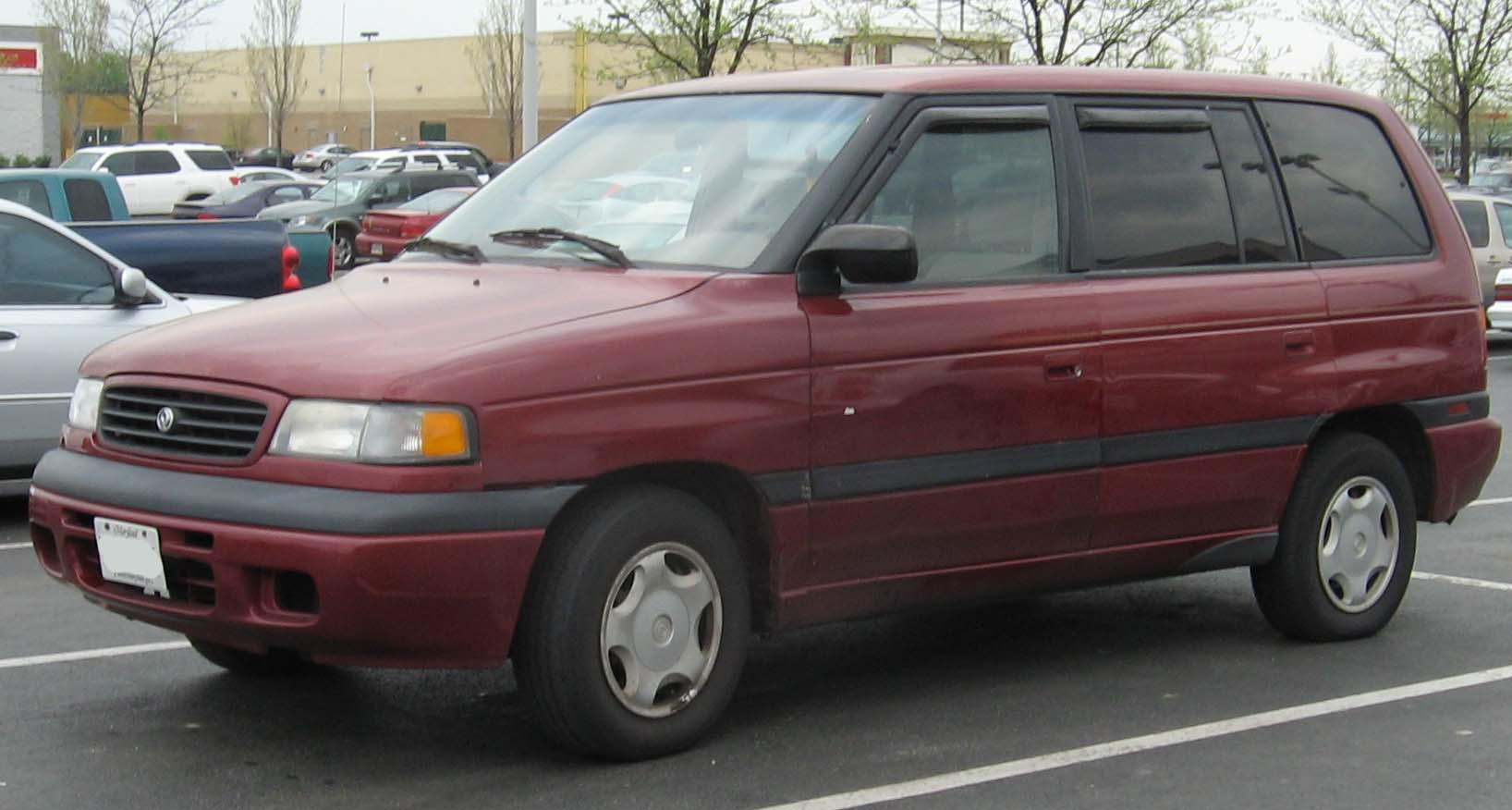
1995-1997 Mazda MPV
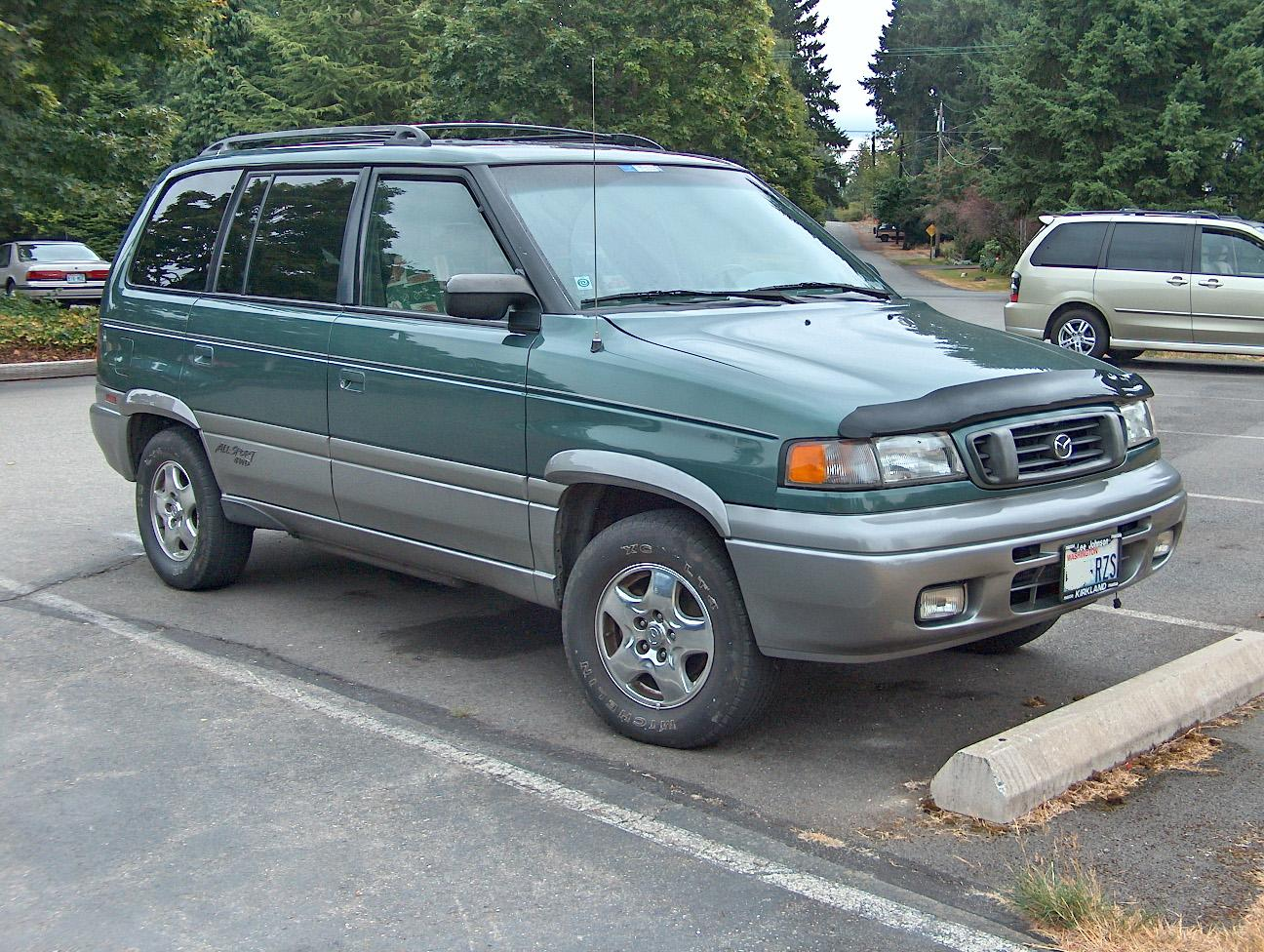
1998 Mazda MPV

## Elsőkerék-meghajtású változat (2000–)
A hátsókerékhajtású MPV-t 2000-ben egy elsőkerékhajtású változattal helyettesítették, ami a Mazda 626 LW alvázára épült. Ez második generációs MPV sokkal inkább egy tipikus minibusz volt, két hátsó tolóajtóval. További újdonságot jelentett még a harmadik üléssor, ami lehajtható volt és a padló szintjébe süllyeszthető volt, valamint a hátsó ajtókon lévő ablakok.
Az MPV-t kezdetben túl gyenge motorral, a Mazda AJ 2.5 literes V6-os motorral volt kapható. Ez a motor tulajdonképpen a Ford Duratec motorjával egyezik meg, amit eredetileg a Porsche tervezett, még mielőtt eladta volna a Ford-nak, hogy az a Ford Contourban felhasználja.
A 4-sebességes automata váltó az alapfelszereltség része volt.
Az alap DX modellben a középső üléssorban két ülőhely volt. Az LX modellben ezt a két ülőhelyet már két külön üléssel oldották meg, mint az első üléseknél szokásos, de itt az utasoldali ülést oldalra el lehetett csúsztatni. Az ES modellt pedig már bőrülésekkel, fahatású beltéri elemekkel, az első üléssornál oldallégzsákokkal, nagyobb kerekekkel, valamint a hátsó utasok számára külön légkondicionálóval szerelték fel.
A 2005-ös modellévben a hátsó légkondicionáló opcionálissá vált az LX-re (korábban az LX 2004-es modelljén szériafelszereltség volt).
A 2006-os modellévben az alap LX-SV modell újra bekerült a kínálatba az LX és ES modellek mellett.
Európában és Észak-Amerikában 2006 után már csak a kisebb Mazda5-öt forgalmazta a Mazda az MPV helyett, illetve az MPV másik utódja Észak-Amerikában és Ausztráliában a Mazda CX-9 lett.

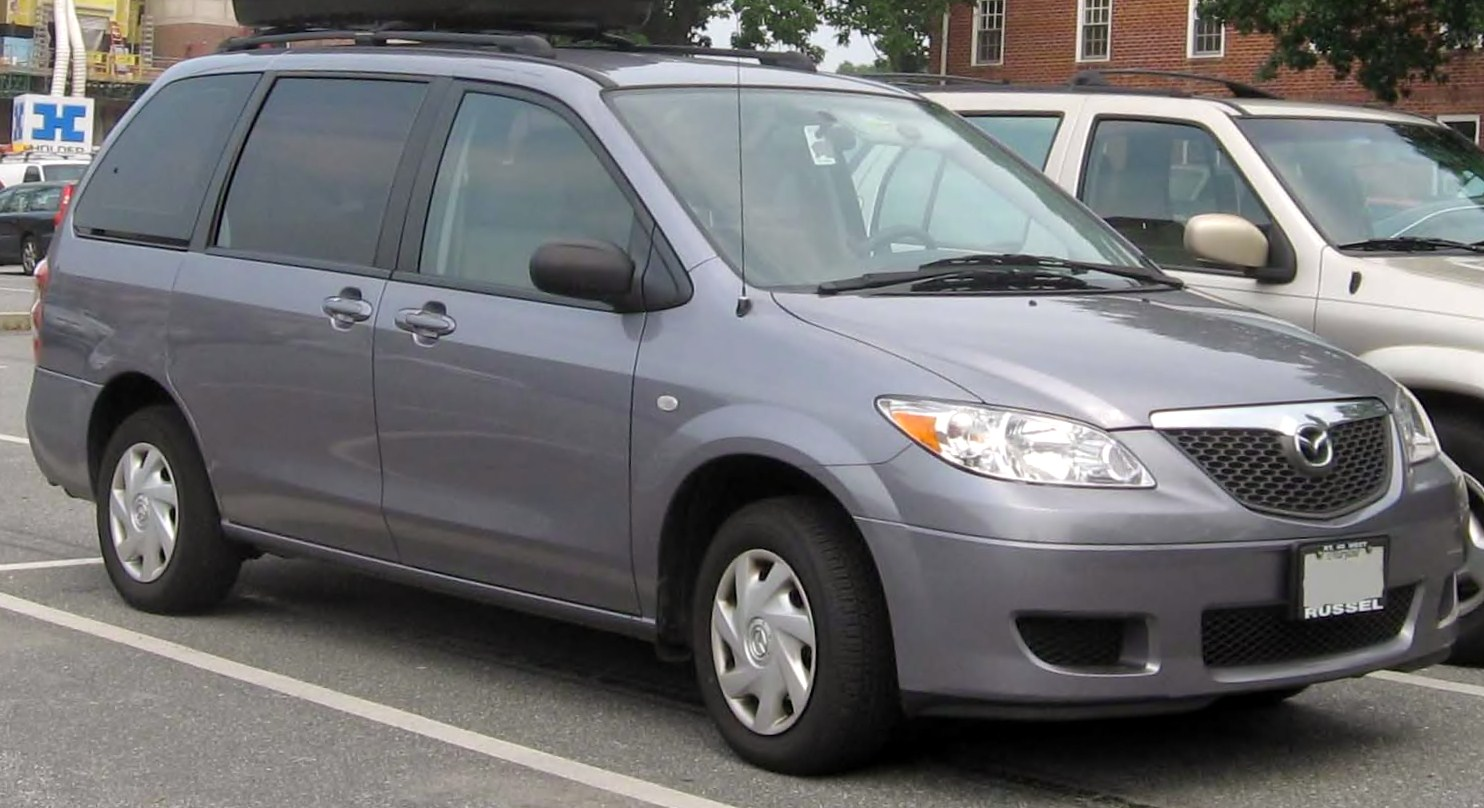
2004-2006 Mazda MPV LX
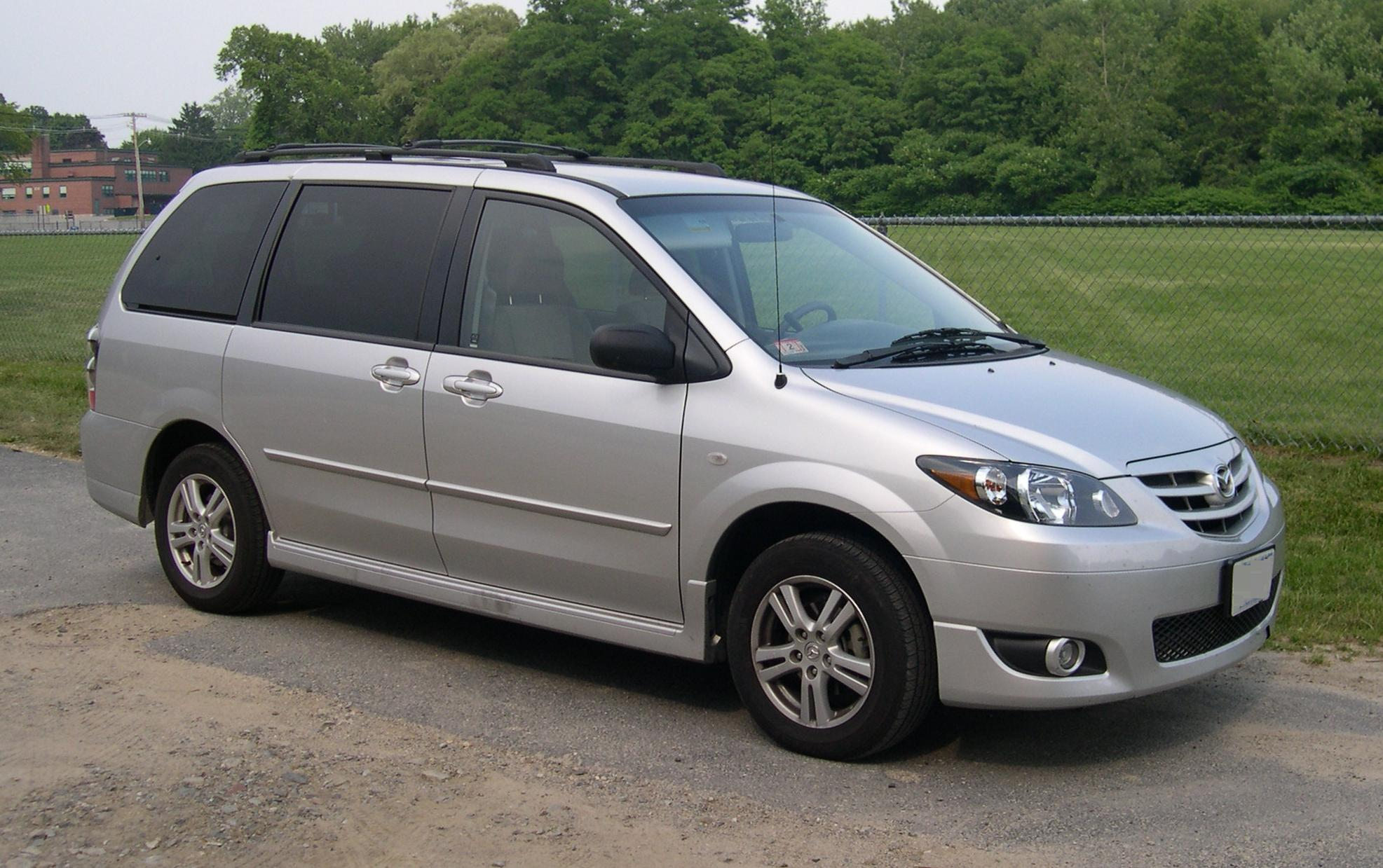
2005 Mazda MPV ES

## Külső hivatkozások
- Mazda Japan - az MPV hivatalos oldala
- Mazda MPV a TotalCar 2002. szeptember 28-i adásában
- YahooAutos-2006 Mazda MPV
- AutomobileMagazine-2005 Mazda MPV Archiválva 2015. január 20-i dátummal a Wayback Machine-ben
- Hong Kong Mazda8 hivatalos oldala
- MPV Club Archiválva 2008. február 14-i dátummal a Wayback Machine-ben